# Плохово, Леонтий Богданович
Леонтий Богданович Плохово — государственный деятель Русского царства из рода Плохово.

## Биография
В 1669 году Стенька Разин, после первого буйства, учиненного им с его вольницей на Волге, прибыл в Астрахань, где 25-го августа принёс официальные извинения (повинную) и заявил о верности государю. В ответ царь Алексей Михайлович решил простить казаков и отправить их обратно на Дон. Сопровождать их из Астрахани до Царицына было поручено Плохово, причём он должен был следить, «чтобы они (казаки), идучи Волгой, никакого дурна не учинили бы».
Плохово, однако, не мог сдерживать своеволие казаков, которые, проезжая Волгой, заводили ссоры с городскими и сельскими жителями, буйствовали сами и подговаривали к такому же буйству сопровождавших их стрельцов. Получив известие об этом, астраханские воеводы дали Плохово приказание «выговорить Стеньке и его товарищам их дурости». Казаки, однако, продолжили дурствовать, несмотря на полученный выговор.
В дальнейшем, в 1678 году Плохово был стряпчим и оставался таковым и в 1682 году. В 1689 году он был стряпчим с ключом и служил в Мастерской палате денежной казны. В 1692 году он был стряпчим с ключом царя Иоанна Алексеевича, брата и соправителя Петра. В 1706 году, 18 сентября, на 26-й день смерти царевны Татьяны Михайловны, он дневал и ночевал у ее гроба с боярином И. Ф. Волынским.